# Henryk IX Czarny
Henryk IX Czarny (ur. 1075, zm. 13 grudnia 1126) – książę Bawarii z rodu Welfów panujący w latach 1120–1126.
Henryk zwany Czarnym był drugim synem Welfa I (IV). Wszedł w związek małżeński z Wulfhildą, która była córką Magnusa Billunga, księcia saksońskiego. Tym samym Henryk nabył część majątku Billungów.
W 1116 roku przystąpił do wyprawy włoskiej prowadzonej przez króla Henryka V. W 1120 po śmierci starszego brata Welfa II objął tron w Bawarii.
W wyborach w 1125 poparł swojego zięcia Fryderyka II Jednookiego.
Nowym królem rzymskim został wybrany Lotar III, któremu Henryk złożył hołd. Lotar III obiecał wówczas wydanie swojej córki Gertrudy synowi Henryka Czarnego – Henrykowi X.
Nowy król obalił w 1126 roku z tronu Szwabii Fryderyka II Jednookiego. W odpowiedzi na to Henryk Czarny abdykował. Wkrótce zmarł w Weingarten.
Potomstwo Henryka Czarnego
- Judyta, żona Fryderyka II Jednookiego
- Konrad, zmarł 17 marca 1127;
- Henryk X Pyszny, następca Henryka Czarnego.
- Welf VI
- Sofia, żona Bertolda III, księcia Zähringen, a następnie Leopolda I, margrabiego Styrii
- Wulfhild, żona Rudolfa hrabiego Bregencji
- Matylda, żona Diepolda IV margrabiego Vohburg, a następnie Gebharda III, hrabiego Sulzbach
- Adalbert